# فرد سميث
فرد سميث (بالإنجليزية: Fred Smith)‏ (و. 1942 – م) هو سياسي، من الولايات المتحدة الأمريكية، ولد في رالي، كارولاينا الشمالية، هو عضوٌ في الحزب الجمهوري.

## مناصب
تولى منصب عضو مجلس ولاية كارولينا الشمالية (1 يناير 2003–1 يناير 2009).